# 通州车务段
通州车务段是历史上北京局集团公司的下辖的一个车务段，机关地址位于北京市通州区五里店西路31号，通州西站南侧。

## 历史
1973年7月1日，西直门车务段建段，辖京包线星火站至康庄站及西沙支线清华园站至沙河站及望和支线望京站至和平里站各站。1973年7月19日，通县西车务段建段，管辖京承线、京秦线两条干线及一个乘务队。1980年5月1日，怀柔北车务段建段，管辖京通线昌平北站至闹海营站间各站。
2004年11月5日，为调整部分运输站段生产力布局，撤销原西直门车务段，其下辖车站由北京北站、通县西车务段管理。
2005年10月1日，为配合通县撤县设区，原通县西车务段更名为通州车务段。
2006年3月16日，为配合车务系统生产力布局调整，撤销原有怀柔北车务段、承德车务段，组建新的承德车务段。2006年4月4日至7日，原划归到承德车务段的京通线昌平北站至古北口站各站划归至通州车务段。
2019年年中，为配合京张高铁运营管理工作，北京北站划归至通州车务段管理。
2020年年中，为配合京沈高铁运营管理工作，星火站（后更名为北京朝阳站）划归至北京站管理。
2020年12月28日，为进一步优资源配置及专业管理，通州车务段搬迁并更名为北京北站，其下辖站变为站管站。

## 管辖范围
更名前的通州车务段管辖范围为北京市北部地区各车站，包括北京市行政区域内的京包客专京张段、京包铁路、京通铁路、京承铁路及东北环线的所有车站（不含双桥），共计44座车站及3个线路所。